# Nella vecchia fattoria (film)
Nella vecchia fattoria (Old MacDonald Duck) è un film del 1941 diretto da Jack King. È un cortometraggio animato della serie Donald Duck, prodotto dalla Walt Disney Productions e uscito negli Stati Uniti il 12 settembre 1941, distribuito dalla RKO Radio Pictures. È stato trasmesso in TV anche col titolo Il vecchio papero MacDonald. Nell'aprile 1998 fu inserito nel film di montaggio direct-to-video I capolavori di Paperino.

## Trama
Paperino lavora in una fattoria in qualità di contadino. Dopo aver dato da mangiare agli animali (cantando Nella vecchia fattoria), va a mungere la mucca Clementina (cantando stavolta Oh My Darling, Clementine). La mungitura viene però interrotta da una mosca che gli ronza intorno e gli entra nel cappello. Paperino si toglie quindi il cappello, con cui scaccia la mosca. Subito dopo mette il cappello al posto del secchio, in cui munge del latte; quando poi si accorge del suo errore si rimette il cappello in testa, bagnandosi con il latte e venendo deriso dalla mosca. Per vendicarsi Paperino inizia una vera e propria battaglia con l'insetto sparandogli del latte, al termine della quale la mosca si ritrova inzuppata di latte e viene derisa dal papero. L'insetto però, non si dà per vinto e manovra Clementina in modo che la mucca prenda Paperino con la coda e lo faccia volare via con un calcio.

## Distribuzione

### Edizioni home video

#### VHS
- VideoParade vol. 14 (febbraio 1994)
- Topolino & C. naturalmente amici (settembre 2001)

#### DVD
Il cortometraggio è incluso nel DVD Walt Disney Treasures: Semplicemente Paperino - Vol. 1.